# Cyrille III d'Antioche
Cyrille III (né Zaim, s.d.) fut patriarche orthodoxe d'Antioche et de tout l'Orient de 1694 à 1720.